# Oldenburger Wallkino

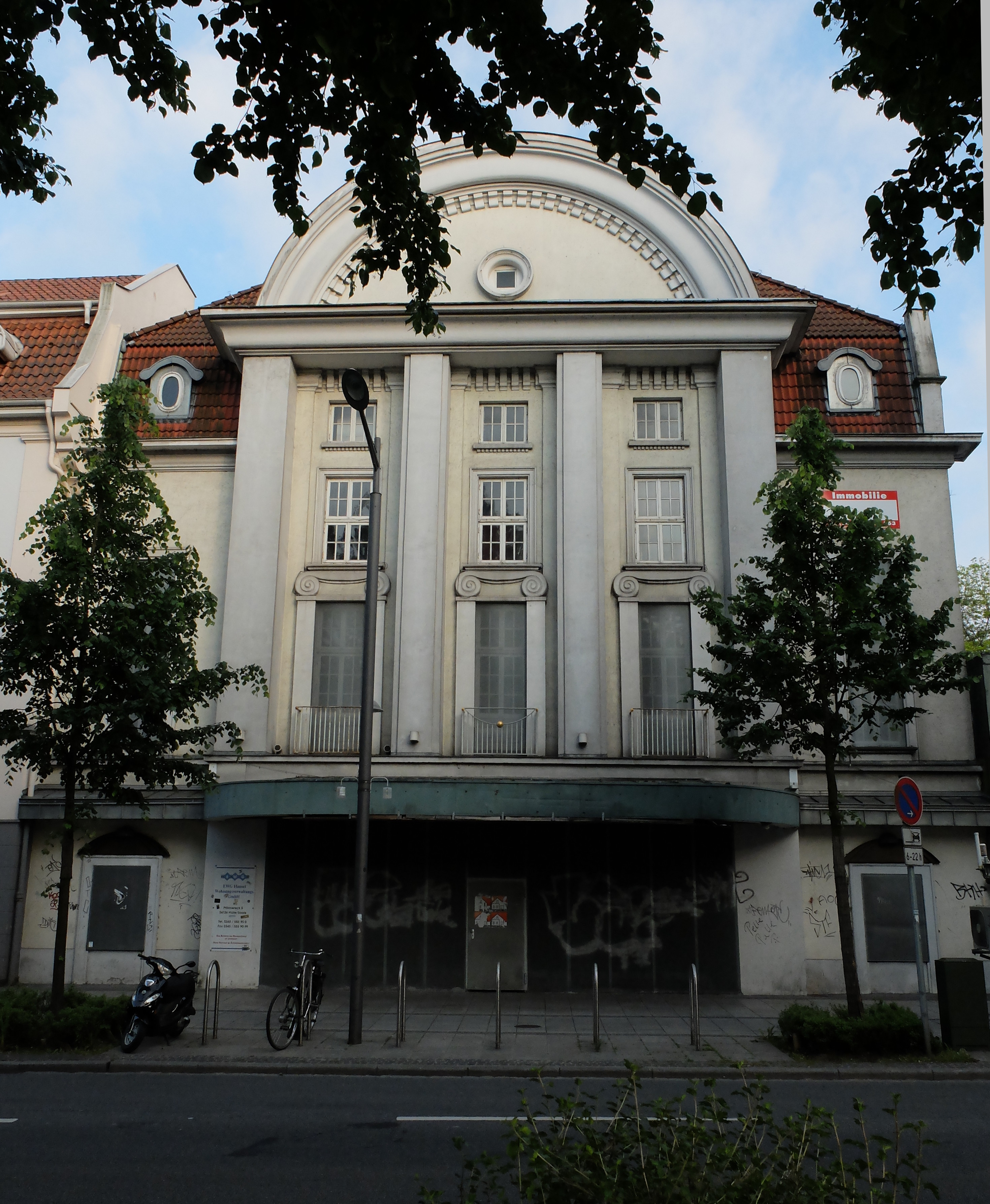
Fassade des Oldenburger Wallkino, 2013

Das Oldenburger Wallkino (kurz: Wall) in Oldenburg war bis zu seiner Schließung im Jahr 2007 eines der ältesten noch betriebenen Kinos in Norddeutschland. Seither steht das Gebäude unter Denkmalschutz.

## Beschreibung
Das im Jugendstil erbaute Lichtspielhaus wurde im September 1914 mit einem Saal für 750 Zuschauer eröffnet. Die Architektur des Gebäudes erinnerte durch die reich geschmückte Zuckerbäckerfassade an ein Theater. Den Eindruck vermittelte ebenso der Kinosaal, der ein ebenerdiges Parkett, ansteigende Ränge und hohe Logen hatte. Das Haus überstand beide Weltkriege nahezu unversehrt. Während des Zweiten Weltkriegs stellte man den Betrieb ein, nahm ihn aber 1948 wieder auf. Ungefähr zehn Jahre später erfolgte eine Modernisierung der Technik sowie die Einführung des Anamorphotischen Verfahrens. In den 1960er Jahren erlebte das Kino seine Blütezeit, wurde jedoch gegen Ende des Jahrzehnts von der Betreiberfamilie Mertens-Rösser an den Kinounternehmer Theo Marseille aus Bremerhaven verkauft. Er ließ das Kino komplett umbauen. Hierbei wurde der Saal durch die Einziehung einer Zwischendecke in zwei einzelne kleinere Räume geteilt. So entstanden das Wall mit 400 Plätzen und das Cinema, das 350 Zuschauern Platz bot. Außerdem wurde die Außenfassade mit Aluminium verkleidet. Die Wiedereröffnung erfolgte im Juli 1970. Der Kinobetreiber Detlef Roßmann pachtete das Wallkino Anfang der 1990er Jahre. Zusammen mit der Witwe Marseilles erarbeitete er Umgestaltungspläne, die auch umgesetzt wurden. Die Fassade wurde restauriert, die Technik erneuert und bequemere Bestuhlung eingebaut. Das nostalgisch anmutende Gebäude zog wieder mehr Zuschauer an und war ab 1994 Ausrichtungsort der Eröffnungszeremonie des Internationalen Filmfestes Oldenburg.

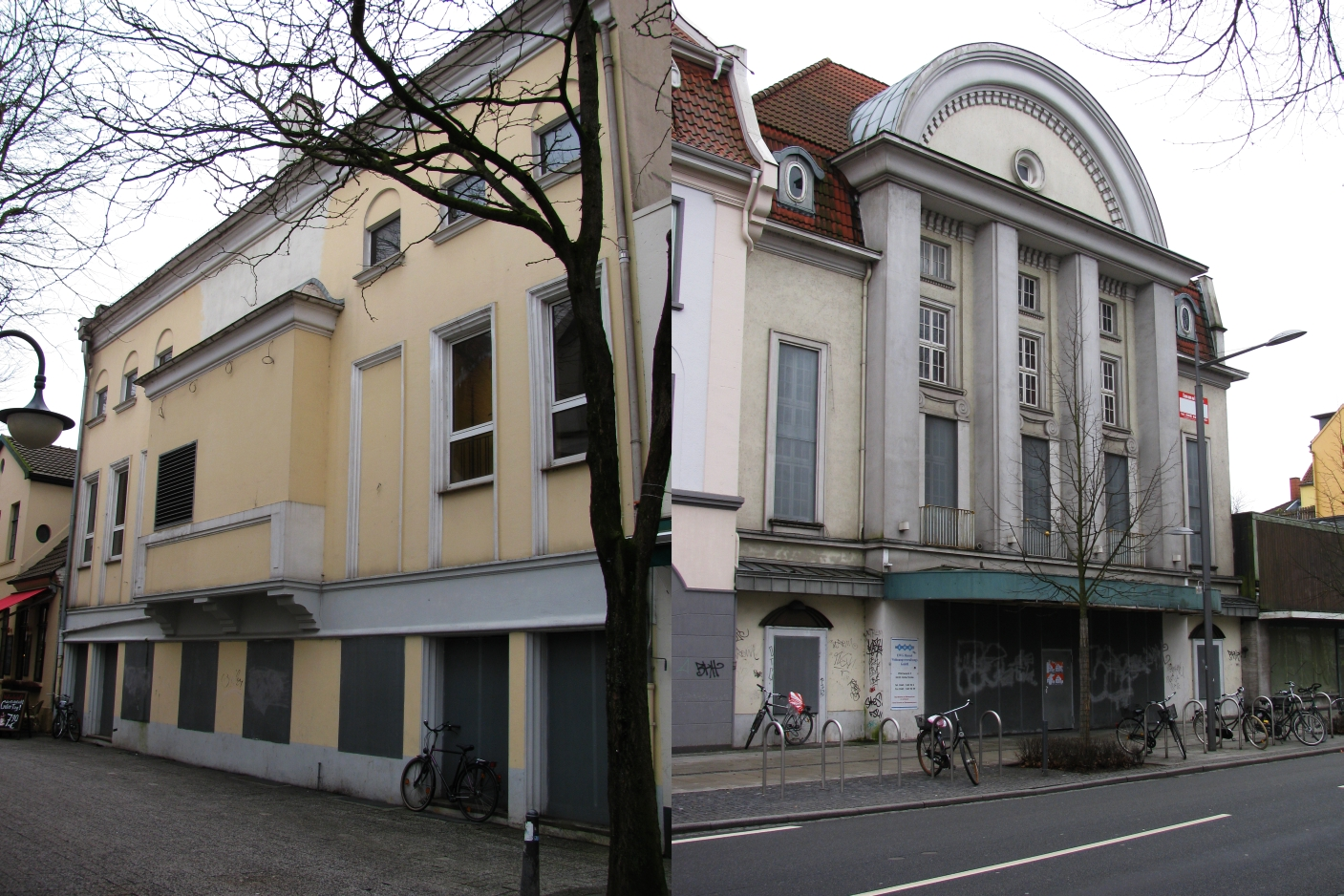
Links die Rückseite, rechts die Vorderseite, 2012

Im Jahre 2006 erbte der Unternehmer Ulrich Marseille das Gebäude von seiner Adoptivmutter und kündigte den Betreibern, da er nicht vorhatte, das Kino weiterzuführen. 2007 wurde es geschlossen und steht seitdem leer. Ab 2008 gab es Verhandlungen, das Gebäude als Probebühne für das Staatstheater zu nutzen. Da sich die Beteiligten jedoch nicht über die Konditionen eines Mietvertrags einigen konnten, scheiterten die Gespräche im Dezember 2010.
2011 beantragte Marseille den Abriss des Gebäudes, nur die Fassade zur Straße hin sollte nach seinen Plänen stehenbleiben. Die Stadt Oldenburg lehnte dieses Ansinnen ab.
Im Jahr 2021 wurde der Fußweg vor dem Gebäude wegen herabstürzender Gebäudeteile gesperrt. 2022 wurden Pläne der Stadt Oldenburg bekannt, den Eigentümer zu enteignen.
2023 entschied das Verwaltungsgericht Oldenburg über zwei Klagen des Eigentümers auf Feststellung, dass das Gebäude aufgrund von Umbaumaßnahmen kein Denkmal sei. Das Gericht sah die Denkmaleigenschaft als gegeben an und wies die Klagen ab.